# Campionati austriaci di sci alpino 1999
I Campionati austriaci di sci alpino 1999 si svolsero a Hinterstoder e a Innerkrems tra il 18 e il 25 marzo. Il programma incluse gare di discesa libera, supergigante, slalom gigante, slalom speciale e combinata, sia maschili sia femminili.
Trattandosi di competizioni valide anche ai fini del punteggio FIS, vi parteciparono anche sciatori di altre federazioni, senza che questo consentisse loro di concorrere al titolo nazionale austriaco.

## Risultati

### Uomini

#### Discesa libera
| Pos. | Atleta             | Nazione  | Tempo   |
| ---- | ------------------ | -------- | ------- |
| 1    | Andreas Schifferer | Austria  | 1:14,90 |
| 2    | Hannes Trinkl      | Austria  | 1:15,03 |
| 3    | Aleš Brezavšček    | Slovenia | 1:15,12 |
| 4    | Werner Franz       | Austria  | 1:15,25 |
| 5    | Norbert Holzknecht | Austria  | 1:15,28 |
| 6    | Max Rauffer        | Germania | 1:15,33 |
| 7    | Peter Rzehak       | Austria  | 1:15,36 |
| 8    | Stephan Eberharter | Austria  | 1:15,47 |
| 9    | Christian Greber   | Austria  | 1:15,54 |
| 10   | Fritz Strobl       | Austria  | 1:15,59 |

Data: 23 marzo

Località: Innerkrems

#### Supergigante
| Pos. | Atleta             | Nazione  | Tempo   |
| ---- | ------------------ | -------- | ------- |
| 1    | Fritz Strobl       | Austria  | 1:12,17 |
| 2    | Andreas Schifferer | Austria  | 1:12,20 |
| 3    | Christian Greber   | Austria  | 1:12,31 |
| 4    | Rainer Salzgeber   | Austria  | 1:12,50 |
| 5    | Christoph Gruber   | Austria  | 1:12,55 |
| 6    | Werner Franz       | Austria  | 1:12,63 |
| 7    | Hans Knauß         | Austria  | 1:12,64 |
| 8    | Jernej Koblar      | Slovenia | 1:12,86 |
| 9    | Hannes Trinkl      | Austria  | 1:12,99 |
| 10   | Max Rauffer        | Germania | 1:13,15 |

Data: 25 marzo

Località: Innerkrems

#### Slalom gigante
| Pos. | Atleta             | Nazione  | Tempo   |
| ---- | ------------------ | -------- | ------- |
| 1    | Patrick Wirth      | Austria  | 2:31,29 |
| 2    | Benjamin Raich     | Austria  | 2:31,43 |
| 3    | Andreas Schifferer | Austria  | 2:31,53 |
| 4    | Rainer Schönfelder | Austria  | 2:31,79 |
| 5    | Florian Seer       | Austria  | 2:31,85 |
| 6    | Christian Mayer    | Austria  | 2:32,29 |
| 7    | Heinz Schilchegger | Austria  | 2:32,44 |
| 8    | Werner Franz       | Austria  | 2:32,45 |
| 9    | Jernej Reberšak    | Slovenia | 2:32,70 |
| 10   | Jernej Koblar      | Slovenia | 2:32,72 |

Data: 19 marzo

Località: Hinterstoder

#### Slalom speciale
| Pos. | Atleta               | Nazione     | Tempo   |
| ---- | -------------------- | ----------- | ------- |
| 1    | Mitja Valenčič       | Slovenia    | 1:42,16 |
| 2    | Ronald Stampfer      | Austria     | 1:42,33 |
| 3    | Mario Matt           | Austria     | 1:42,77 |
| 4    | Alain Baxter         | Regno Unito | 1:44,20 |
| 5    | Manfred Pranger      | Austria     | 1:44,34 |
| 6    | Hermann Schiestl     | Austria     | 1:45,07 |
| 7    | Niki Fürstauer       | Austria     | 1:45,24 |
| 8    | Matthias Lanzinger   | Austria     | 1:46,00 |
| 9    | Christoph Dreier     | Austria     | 1:46,44 |
| 10   | Sven Schnitzenbaumer | Germania    | 1:46,48 |

Data: 20 marzo

Località: Hinterstoder

#### Combinata
| Pos. | Atleta             | Nazione |
| ---- | ------------------ | ------- |
| 1    | Mario Matt         | Austria |
| 2    | Klaus Kröll        | Austria |
| 3    | Matthias Lanzinger | Austria |

Data: 19-23 marzo

Località: Hinterstoder, Innerkrems

Classifica stilata attraverso i piazzamenti ottenuti
in discesa libera, slalom gigante e slalom speciale

### Donne

#### Discesa libera
| Pos. | Atleta               | Nazione  | Tempo   |
| ---- | -------------------- | -------- | ------- |
| 1    | Brigitte Obermoser   | Austria  | 1:19,06 |
| 2    | Michaela Dorfmeister | Austria  | 1:19,77 |
| 3    | Kerstin Reisenhofer  | Austria  | 1:19,81 |
| 4    | Marianna Salchinger  | Austria  | 1:20,01 |
| 5    | Renate Götschl       | Austria  | 1:20,29 |
| 6    | Doris Götzenbrucker  | Austria  | 1:20,35 |
| 7    | Michaela Kofler      | Austria  | 1:20,62 |
| 8    | Anja Kalan           | Slovenia | 1:20,63 |
| 9    | Janica Kostelić      | Croazia  | 1:20,73 |
| 10   | Katja Wirth          | Austria  | 1:20,86 |

Data: 23 marzo

Località: Innerkrems

#### Supergigante
| Pos. | Atleta               | Nazione   | Tempo   |
| ---- | -------------------- | --------- | ------- |
| 1    | Brigitte Obermoser   | Austria   | 1:15,05 |
| 2    | Lucie Hrstková       | Rep. Ceca | 1:15,44 |
| 3    | Doris Götzenbrucker  | Austria   | 1:15,45 |
| 4    | Ingrid Rumpfhuber    | Austria   | 1:15,60 |
| 5    | Michaela Kofler      | Austria   | 1:15,79 |
| 6    | Michaela Dorfmeister | Austria   | 1:15,85 |
| 7    | Kerstin Reisenhofer  | Austria   | 1:15,87 |
| 8    | Andrea Österle       | Austria   | 1:16,36 |
| 9    | Janica Kostelić      | Croazia   | 1:16,57 |
| 10   | Marianna Salchinger  | Austria   | 1:16,78 |

Data: 25 marzo

Località: Innerkrems

#### Slalom gigante
| Pos. | Atleta                   | Nazione   | Tempo   |
| ---- | ------------------------ | --------- | ------- |
| 1    | Alexandra Meissnitzer    | Austria   | 1:58,11 |
| 2    | Silvia Berger            | Austria   | 1:58,24 |
| 3    | Lilian Kummer            | Svizzera  | 1:59,10 |
| 4    | Lucie Hrstková           | Rep. Ceca | 1:59,64 |
| 5    | Eveline Rohregger        | Austria   | 1:59,76 |
| 6    | Christiane Mitterwallner | Austria   | 2:00,01 |
| 7    | Karin Köllerer           | Austria   | 2:00,12 |
| 8    | Martina Lechner          | Austria   | 2:00,25 |
| 9    | Michaela Kofler          | Austria   | 2:00,65 |
| 10   | Sabine Egger             | Austria   | 2:00,75 |

Data: 18 marzo

Località: Hinterstoder

#### Slalom speciale
| Pos. | Atleta                    | Nazione  | Tempo   |
| ---- | ------------------------- | -------- | ------- |
| 1    | Sabine Egger              | Austria  | 1:41,70 |
| 2    | Karin Truppe              | Austria  | 1:42,49 |
| 3    | Corina Grünenfelder       | Svizzera | 1:43,23 |
| 4    | Elisabeth Gmainer         | Austria  | 1:43,48 |
| 5    | Astrid Vierthaler         | Austria  | 1:43,57 |
| 6    | Karin Huttary             | Svezia   | 1:43,68 |
| 7    | Petra Knor                | Austria  | 1:43,92 |
| 8    | Carolina Waidhofer-Dummer | Austria  | 1:43,94 |
| 9    | Kathrin Wilhelm           | Austria  | 1:44,28 |
| 10   | Brigitte Pirker           | Austria  | 1:44,38 |

Data: 20 marzo

Località: Hinterstoder

#### Combinata
| Pos. | Atleta                    | Nazione |
| ---- | ------------------------- | ------- |
| 1    | Brigitte Obermoser        | Austria |
| 2    | Carolina Waidhofer-Dummer | Austria |
| 3    | Karin Truppe              | Austria |

Data: 18-23 marzo

Località: Hinterstoder, Innerkrems

Classifica stilata attraverso i piazzamenti ottenuti
in discesa libera, slalom gigante e slalom speciale